# Desierto Katpana

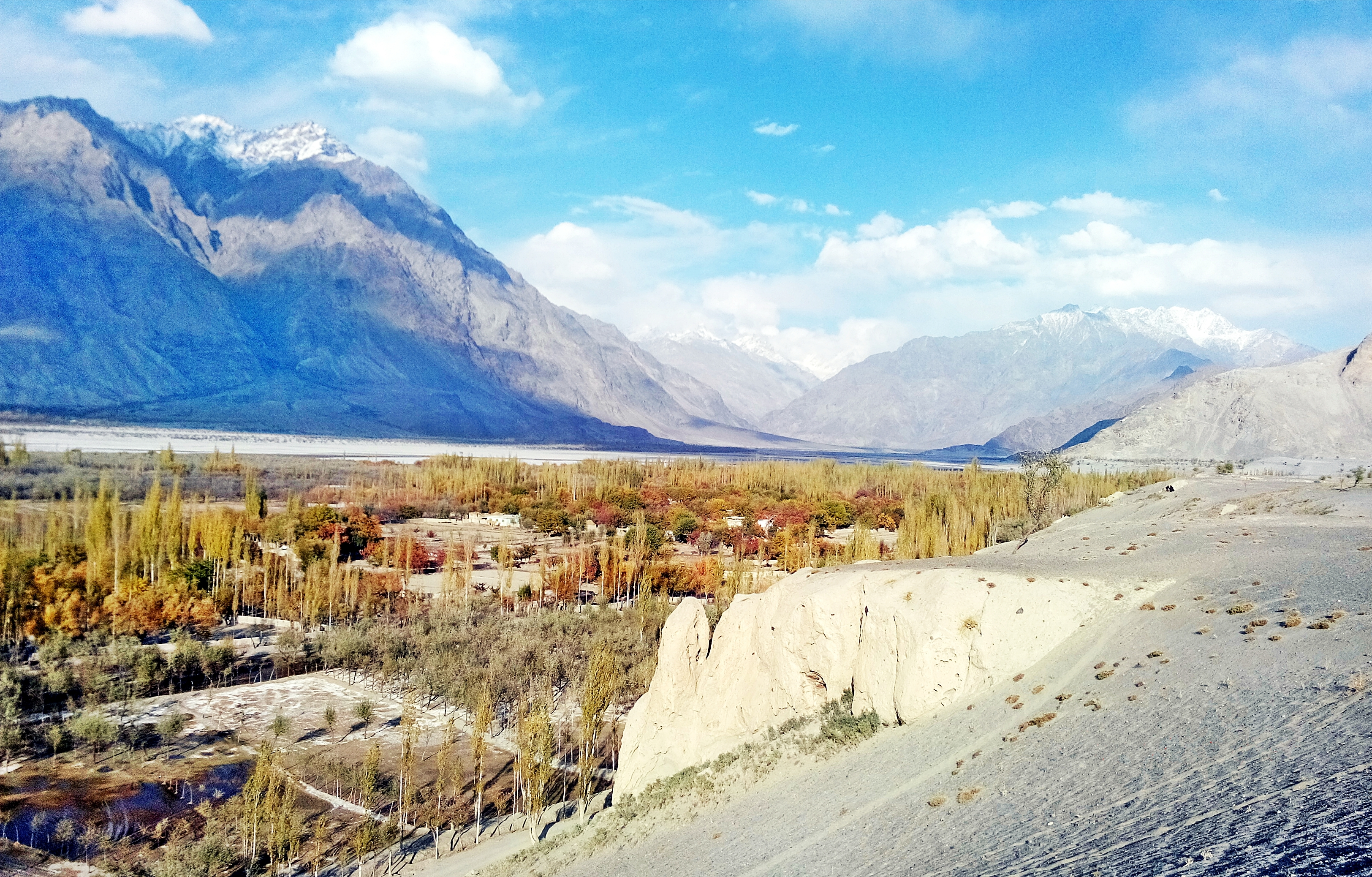
Desierto Katpana

El Desierto Katpana en Skardu, Gilgit-Baltistan en Pakistán, este desierto es también conocido como el "Desierto Frío".
Hay dunas de arena en Skardu alrededor del Río Indo. Este desierto extendido del Valle Khaplu a Nubra Ladakh y del valle Shigar Skardu a Zanskar, India. Pero el área de desierto más grande está encontrada en Skardu y Valle Shigar. Localmente llamado Biana Naqpo y Biana Katpana . El desierto Katpana está localizado cercano al aeropuerto de Skardu mientras que el desierto Shigar está localizado en el camino al valle Shigar